# Fortino (Catania)
Il Fortino (Futtinu in dialetto catanese) è un quartiere della zona sudoccidentale della città di Catania, facente parte della I Circoscrizione (già I Municipalità, quella del Centro Storico), comprendente anche i quartieri Angeli Custodi, Antico Corso, Civita, Giudecca, San Berillo e San Cristoforo.

## Origini del toponimo
Il nome ricorda un fortino fatto costruire dall'allora viceré di Sicilia, Claude Lamoral I di Ligne, quasi subito dopo la colata lavica del 1669, in una zona che già all'epoca era oltre le mura cinquecentesche di Carlo V, ed è chiamata oggi "Fortino Vecchio", dato che prende il nome dal monumento: di questa fortificazione rimane solo una porta in "via Sacchero", con una decorazione raffigurante Napoleone Bonaparte a cavallo. 
Il nome venne attribuito poi ad una porta celebrativa molto più grande, ovvero la "Porta Ferdinandea", fra "piazza Crocifisso Maiorana" ad est e "piazza Palestro" ad ovest, denominata in seguito "Porta Garibaldi" e detta comunemente in dialetto "Potta do Futtìnu".

## Geografia
Il Fortino confina a nord-ovest con il quartiere Curìa, a nord con Chiusa del Tindaro, ad est con San Cosimo alle Chianche, a sud-est con Fortino Vecchio, a sud-ovest con Monte Pidocchio e ad ovest con Gioeni; alcuni di questi quartieri sono comunemente considerati dai Catanesi come facenti parte del Fortino, essendo zone attigue e per questo attribuibili ad esso.
Il quartiere comprende gli ultimi tratti di due fra le vie principali del centro storico di Catania, quasi paralleli ma che proprio qui divergono più che altrove: via Vittorio Emanuele II, che finisce più a nord e ad ovest, e via Giuseppe Garibaldi, che finisce più a sud e ad est. In particolare via Giuseppe Garibaldi finisce in "piazza Crocifisso Maiorana", la quale ha più ad ovest la Porta Garibaldi, che, a sua volta, ha più ad occidente "piazza Palestro", la più grande del quartiere essendo lunga 100 metri e larga 50, da cui parte ancora più ad ovest "via Palermo", ideale continuo di via Giuseppe Garibaldi, e che, in quanto tale, dopo il Fortino attraversa i quartieri di San Leone, dove ad un certo punto si dirige verso nord, e quindi Nesima; essa, dopo aver varcato il confine comunale, diventa la Strada statale 121, detta "la Catanese", proseguendo fino a Palermo. Invece, Via Vittorio Emanuele II, finisce in "piazza del Risorgimento", la quale è divisa fra i quartieri Curìa e Gioeni. 
Nonostante la vicinanza i quartieri di Curìa, Nesima, San Leone, Gioeni e Zammataro sono della V Circoscrizione, formata nel 2013 dalle ex VII e VIII Municipalità, mentre il Fortino e Monte Pidocchio fanno parte invece della I Circoscrizione, già I Municipalità.

## Monumenti e luoghi di interesse
La chiesa principale, del Sacro Cuore di Gesù al Fortino, si affaccia a nord-ovest di piazza Palestro ed è stata costruita nell'Ottocento sul luogo di una precedente chiesa dedicata alle Anime del Purgatorio, che oggi costituisce la cripta della chiesa stessa. L'altra chiesa del quartiere è quella del Santissimo Crocifisso Maiorana ad est, nella piazza omonima più piccola, da dove si affaccia a nord, ed è stata costruita nel Settecento.
Il monumento civile principale è la "Porta Ferdinandea", una porta celebrativa chiamata così dal futuro Ferdinando I delle Due Sicilie, in onore del cui matrimonio venne eretta nel 1768, e dopo il 1860 denominata "Porta Garibaldi", dall'omonima via alla cui fine è posta: essa è comunemente conosciuta anche come "Porta del Fortino" e separa piazza Crocifisso Maiorana ad est dalla più grande (100 x 50 metri) piazza Palestro ad ovest.

## Luoghi di culto
- Chiesa del Sacro Cuore di Gesù al Fortino, piazza Palestro
- Chiesa del Santissimo Crocifisso Maiorana, piazza Crocifisso Maiorana